# 串間市総合運動公園
串間市総合運動公園（くしましそうごううんどうこうえん）は、宮崎県串間市の都市公園（運動公園）である。

## 概要
1977年、串間市営球場と、串間市民プールが完成。以後、陸上競技場、テニス場、野鳥の森などの自然施設を兼ね備えた公園として整備された。
野球場は中日ドラゴンズが1979年－1987年に一軍のキャンプ地として使用していた。

## 主な施設
- 串間市営球場
- 屋内投球練習場
- 室内練習場（ロングパイル人工芝採用）
- 陸上競技場（日本陸上競技連盟第3種公認競技場　400mブルートラック8レーン　収容940人）
- 多目的広場（陸上競技場のサブグラウンド　クレイトラック　軟式野球場＜土＞）
- 水泳場（50m9コース、25m＜短水路＞7コース　ほかに児童用・幼児用あり）
- テニス場（クレイコート4面）
- 串間市営弓道場（近的10人立ち）鉄骨一部木造平屋建て
- 草スキー場